# Friedrich Konrad Lange
Friedrich Konrad Lange (12. Mai 1738 auf dem Gut Neversdorf in der Gemeinde Behrensdorf; † 17. Januar 1791 in Altona; abweichendes Geburtsdatum: 13. Mai 1738) war ein deutscher Pädagoge und evangelischer Geistlicher.

## Leben
Friedrich Konrad Lange wurde als Sohn des Wulf Bertram Lange, Verwalter des Gutes Neversdorf und dessen Ehefrau, eine Tochter des Greifswalder Universitätsprofessor Caspar March, geboren.
Nach dem frühen Tod seines Vaters erhielt er Unterricht von Hauslehrern und besuchte Schulen in Kiel, Lütjenburg und Køge auf der Insel Seeland, anschließend studierte er Theologie an der Universität Kopenhagen.
Nach deren Beendigung wurde er in Kopenhagen Hauslehrer beim Hofkupferstecher und Justizrat Johann Martin Preissler, dort lernte er Carl Friedrich Cramer, Friedrich Gottlieb Klopstock und Eberhard David Hauber kennen. Auf Empfehlung von Carl Friedrich Cramer an Georg Ludwig Ahlemann, der die Schulaufsicht über das Christianeum in Altona ausübte, wurde Friedrich Konrad Lange 1771 dort Konrektor und unterrichtete Geschichte. Er war mit einem solchen Eifer Lehrer, dass er im Krankheitsfall die Schüler auch in seinem Zimmer unterrichtete, dieses Verhalten führte dazu, dass ihn der König Christian VII. bereits 1774 zum Professor und nach der Versetzung des Rektors Martin Ehlers nach Kiel, 1776 zum Rektor des Gymnasiums in Altona ernannte. Im gleichen Jahr wurde ihm durch den König die Schloss- und Garnisonspredigerstelle in Glückstadt angeboten, die mit dem Amt des Propstes verbunden war; gleichzeitig wurde er Beisitzer des Königlichen Oberkonsistorium in Holstein und Mitglied des neu gebildeten Oberkonsistorialkollegiums. Als Angehöriger dieses Kollegiums gehörte es zu seinen Aufgaben, die Kandidaten für das Prediger-Amt zu prüfen.
Er bemühte sich auch, die Schule in Glückstadt zu verbessern und führte dort neue Regeln ein und ermöglichte auch Schülern von außerhalb den Besuch der Schule, die bis dahin nur von den Stadtkindern besucht wurde; auch die Armen-Einrichtungen wurden durch sein Bemühen verbessert, so sorgte er für den Bau eines Arbeitshauses, nur durch die Sammlung von Geldern in den Kollekten. 1787 sollte er als Propst nach Altona versetzt zu werden, allerdings verzichtete er freiwillig auf das Amt, weil seine Gemeinde ihn dringend bat, bei ihnen zu bleiben.
1788 erhielt er von der Theologischen Fakultät der Universität Kiel die Doktorwürde.
Nach dem Tod des Altonaer Propstes Jakob Friedrich Feddersen (1736–1788), wurde er erneut durch den König nach Altona berufen und abermals bat seine Gemeinde ihn bei ihnen zu bleiben, außerdem erstellten sie eine Bittschrift an den König. Friedrich Konrad Lange entschloss sich, die Entscheidung durch den König zu akzeptieren und trat im Januar 1790 sein Amt als Propst in Altona an. Nun war er Propst über die Konsistorien Altona und Pinneberg, sowie erster Prediger einer weit größeren Gemeinde, als er sie in Glückstadt hatte und er war Mitaufseher des dortigen Gymnasiums und einziger Vorsteher der niederen Stadtschulen.
Friedrich Konrad Lange heiratete am 14. Oktober 1773 Catharina Dorothea, älteste Tochter des Apothekers Christian Friedrich Neblung aus Altona. Gemeinsam hatten sie neun Kinder, von denen jedoch zu seinen Lebzeiten zwei Töchter und ein Sohn verstarben. Sein jüngster Sohn, der an Auszehrung litt, starb kurz nachdem er von einer Dienstreise zurückgekehrt war. Dieses wirkte sich auch auf seinen Gesundheitszustand aus, so dass er seinen Sohn nur um wenige Monate überlebte.

## Schriften (Auswahl)
- Unterredungen zwischen einem Hofmann und einem Geistlichen. Kopenhagen 1768.
- De Jesu Christo mortuo quidem quoad corpus, spiritu vero vivente ad locum Petrinum I epist. II. 18-21 disputat. Kiliae: Mohr, 1789.